# Irkutsk
Irkutsk (russisk: Иркутск, tr. Irkutsk) er en by i Irkutsk oblast i den sydlige del af Sibiriske føderale distrikt i Den Russiske Føderation. Irkutsk er administrativt center i oblasten med 623.736 (2017) indbyggere.

## Geografi
Irkutsk ligger på den venstre bred af Angara, en biflod til Jenisej, 72 km fra dens udspring i Bajkalsøen. Irkutsk ligger ved den Den transsibiriske jernbane. Angara, der er 580 m bred, krydses af dæmningen ved Irkutsk Vandkraftværk og tre andre broer nedstrøms.
Irkut-floden, hvorfra byen har fået sit navn, er en mindre flod, der udmunder i Angara direkte overfor byen. Den vigtigste del af byen er adskilt fra både klostret, fortet og havnen, samt byens forstæder af en anden biflod, Usjakovka. De to vigtigste dele af Irkutsk benævnes sædvanligvis "venstre bred" og "højre bred" i forhold til Angarafloden.
Irkutsk er beliggende i et bølgende bakkelandskab i taiga, der er typisk i det østlige Sibirien.
Ifølge regionale planer skal Irkutsk by sammensmeltes med naboindustribyerne Sjelekhov og Angarsk og danne et storbyområde med en samlet befolkning på over en million.

### Klima
Irkutsk har subpolarklima. Siden 2000 har temperaturerne lignet et fugtigt fastlandsklima (Köppens klimaklassifikation DWB). Snedækket forsvinder tidligere, fra slutningen af april i 1930'erne til slutningen af marts i 1980'erne. Permafrostdybden er mindsket fra 200 m til 100 m i samme periode. De koldeste måneder er januar med en gennemsnitstemperatur på -17,8 °C, den lavest målte temperatur i Belgorod var -49,7 °C i januar. Den varmeste måned er juli med en gennemsnitstemperatur på 18,3 °C, den højest målte temperatur i Belgorod var 37,2 °C. Den gennemsnitlige årlige nedbør er 480 mm.

## Historie
Irkutsk voksede frem omkring bosættelser, der grundlagt blev i 1661  af Ivan Pokhabov for opkrævning af skat fra lokalbefolkningen. Irkutsk fik officiel bystatus af regeringen i 1686. 1760 anlagdes den første vej mellem Moskva og Irkutsk, hvilket bidrog til en hurtig økonomisk udvikling. Handelen med Kina øgedes, og varer som guld, diamanter, pelse, træ, silke og te importeredes.
I løbet af de tidligere århundreder har Sibirien med sit hårde klima været et område for deportering og eksil.
I løbet af det tidlige 1800-tal sendtes mange russiske kunstnerer, officerer og adelige i eksil til Sibirien under Dekabristopstanden i 1825 mod zar Nikolaj I. På grund af de mange forvisninger udviklede Irkutsk til et intellektuelt center, som i stor udstrækning har påvirket byen udseende. Mange specielt dekorerede træhuse og andre kunstudtryk findes stadig i byen.
Irkutsk betragtedes i 1800-tallets Rusland som en godt vedligeholdt by med lige, brede og oplyste gader. Den 4. juli 1879 hærgedes byen af en storbrand, 4 000 boliger og vigtige centrale funktioner udbrændte. Byen blev imidlertid hurtigt genopbygget, og 1896 blev Irkutsk elektrificeret. Den første biograf byggedes 1897, og en større jernbanestation indviedes 1898. I 1900 kaldtes Irkutsk Sibiriens Paris i folkemunde.
Under den russiske borgerkrig, der brød ud efter Oktoberrevolutionen, blev Irkutsk skueplads for mange blodige træfninger mellem de hvide og Den Røde Garde. Den 7. februar 1920 henrettedes de hvides leder, rigsforstander admiral Aleksandr Koltjak og hans viceindenrigsminister Viktor Pepeljaev,  på stranden af Usjakovka,. Efterfølgende faldt de hvides styrker fra hinanden, og sovjetmagten blev genoprettet.
I 1923 byggedes det første stadion i byen med 2000 pladser. I 1936 indviedes den første betonbro over Angara. I 1930'erne blev der oprettet en flyfabrik, metalværker, gødningsfabrik, tepakkeri, tekstilfabrikker, makaronifabrik, sæbefabrik og andre virksomheder. Under 2. verdenskrig deltog 20.000 indbyggere fra Irkutsk ved fronten. Halvdelen returnerede aldrig. Under krigen blev fabrikker fra de vestlige egne af landet evakueret til Irkutsk. Efter krigen forblev de i Irkutsk.
Fra 1950 til 1959 opførtes det store Irkutsk-reservoir på Angara-floden for at understøtte den industrielle udvikling. I 1960'erne 1970'erne foregik et storstilet bolig- og industribyggeri.

## Demografi
Tekst mangler, hjælp os med at skrive teksten

## Administrativ inddeling
Tekst mangler, hjælp os med at skrive teksten

## Økonomi
Tekst mangler, hjælp os med at skrive teksten

### Infrastruktur
Vigtige veje og jernbaner, fx Den transsibiriske jernbane forbinder Irkutsk med andre dele af Rusland og Mongoliet. Byen har to lufthavne: Irkutsk internationale lufthavn og den mindre Irkutsk Nordvestre Lufthavn.

## Uddannelse
Uddannelsesinstitutionerne i Irkutsk inkluderer Irkutsk universitet for jernbanetransport (siden 1975), Irkutsk Statslige Universitet (1918), Baykalsky statslige universitet for økonomi og jura (1932), Irkutsk Tekniske Universitet (1939), Irkutsk Landbrugsakademi, Irkutsk universitet for lingvistik (1948), Irkutsk medicinske universitet, Irkutsk pædagogiske højskole. Blandt private højskoler findes: Det sibiriske institut for jura, økonomi og administration (1993), Institute of Economics of ISTU (1996).

## Seværdigheder
Tekst mangler, hjælp os med at skrive teksten

## Venskabsbyer
Irkutsk har 14 venskabsbyer:
| - Kanazawa, Japan - Ulaanbaatar, Mongoliet - Eugene, USA - Shenyang, Kina - Pforzheim, Tyskland | - Haute-Savoie, Frankrig - Strömsund, Sverige - Pordenone, Italien - Gangneung, Sydkorea - Vilnius, Litauen | - Karlovy Vary, Tjekkiet - Częstochowa, Polen - Primorje-Gorski Kotar, Kroatien - Prijedor, Bosnien-Hercegovina (Republika Srpska) |

## Kendte fra Irkutsk
| - Mikhail Romm - sovjetisk filminstruktør - Nikolaj Polevoj - russisk litteraturhistoriker - Konstantin Vyrupajev - sovjetisk bryder | - Anatolij Ivanisjin - sovjetisk kosmonaut - Aleksandr Averbukh - israelsk gymnast - Rudolf Khametovitj Nurejev (født 17. marts1938) russisk balletdanser | - Aleksej Negodajlo - russisk bobslædekørere - Darja Radulovia-Dmitrijeva - russisk gymnast |

## Eksterne henvisningen
- Wikimedia Commons har flere filer relateret til Irkutsk